# 엣추후나하시역
엣추후나하시역(일본어: 越中舟橋駅)은 일본 도야마현 나카니카와군 후나하시촌에 위치한 도야마 지방 철도 본선의 철도역이다. 상대식 승강장 2면 2선의 구조를 갖춘 지상역이다.

## 타는 곳
| 1 | ■ 본선          | 상행            | 이나리마치 · 덴테쓰토야마 방면                                              |
| 2 | ■ 본선          | 하행            | 가미이치 · 나카나메리카와 · 덴테쓰우오즈 · 덴테쓰쿠로베 · 우나즈키온센 방면 |
| 2 | (■ 다테야마 선) | (■ 다테야마 선) | 이와쿠라지 · 지가키 · 다테야마 방면                                         |

## 역 주변
- 후나하시 촌청

## 역사
- 1931년
  - 8월 15일 : 도야마 전기 철도 도야마덴지가타 역 - 가미이치 역 및 데라다 역 - 고햐쿠코쿠 역 간 개통에 의해, 나카니카와 군 후나하시 촌 다케노우치에 개업.
  - 12월 3일 : 당 역 역사의 낙성식이 거행됨.
- 1943년 1월 1일 : 도야마 전기 철도가 도야마 지방 철도가 되어, 당 역은 도야마 지방 철도의 소속역이 됨.
- 1993년 : 파크 & 랜드를 추진하기 위해, 무료 주차장을 설치함.
- 1998년 3월 31일 : 역사 개축 준공.
- 2000년 : 일본 중부의 역 백선에 선정됨.
- 2006년 9월 1일 : 주차장을 유료화함.

## 인접 역
| 도야마 지방 철도 ■ 본선    | 도야마 지방 철도 ■ 본선 | 도야마 지방 철도 ■ 본선  |
| -------------------------- | ----------------------- | ------------------------ |
| 엣추산고 덴테쓰토야마 방면 | 급행 · 보통             | 데라다 우나즈키온센 방면 |